# Animus (psicologia)
L'animus è, per lo psichiatra svizzero Carl Gustav Jung, creatore della psicologia analitica, la parte maschile della donna. È un archetipo, quindi una formazione dell'inconscio collettivo, che ha la sua controparte nell'uomo: l'anima. Questo archetipo si manifesta per tutta la vita, inconsciamente proiettato, prima sul genitore di sesso opposto, poi sulle persone incontrate a cui vengono poi attribuite le caratteristiche di questa immagine.

## Definizione in psicologia analitica
Per alcune donne, parlare o talvolta solo evocare il concetto di animus può essere "insopportabile in lei" proprio come quando parli a un macho della sua femminilità o della sua anima. Per così dire l'animus è problematico per l'animus perché non c'è un'idea socialmente preconcetta sull'animus stesso; e costringe la donna ad entrare in un vero dialogo o in un vero lavoro su se stessa. L'animus, quando si manifesta, appare spesso come antagonista nei sogni e nelle fantasie nelle vesti di un uomo seducente o diabolico, macho o stupratore, che porta con sé valori maschili spesso lontani dai valori femminili coscienti del sognatore. È durante il processo di individuazione, spesso nella seconda metà della sua vita, che una donna si trova a confrontarsi con questa figura del suo inconscio. È costretta a lasciare discorsi precostituiti (ideologia, opinioni formattate) per cercare la fonte in sé. Carl Gustav Jung spiega:
Le figure maschili della categoria animus svolgono nelle donne lo stesso ruolo dell'anima negli uomini. Per questo è chiamata la parte maschile della donna. Il processo di individuazione e l'accettazione di questo stato di cose, difficile per le donne come lo è per gli uomini, porta anche al culmine dell'autorealizzazione attraverso il processo di individuazione. Allo stesso modo avviene infine un incontro, ma con il saggio.
Secondo Elysabeth Leblanc nel suo libro La psicoanalisi junghiana, l'Animus, come l'Anima, ha stadi a seconda del livello psico-emotivo della donna. Costituendo l'animus, la parte maschile della donna, possiamo trovare:
1. L'uomo primitivo  - per esempio Tarzan, l'atleta, Dioniso
2. L'uomo d'azione - per esempio Indiana Jones, un militare o un guerriero.
3. L'uomo seduttore - per esempio Don Giovanni
4. L'uomo saggio - per esempio un dio padre, una guida.[2]

## Animus: l'interesse del dialogo con il suo maschile per la donna
Autori, come Eliane Jung-Fliegans, invitano le donne a scoprire il proprio animus (parte maschile) ma anche la propria violenza:
Per questo, spiega, devi conoscere te stesso e prenderti cura di te stesso altrimenti:
Per dare significato e diventare più maturi, la teoria junghiana sostiene il dialogo interiore:
Ma perché la donna dovrebbe entrare in dialogo con questa parte di sé?

## Animus: quando il maschile della donna libera la vera donna.
Tra i recenti successori di Jung, con il suo concetto di "donna selvaggia", c'è Clarissa Pinkola Estés. Lei aggiorna una delle più innovative restituzioni della psiche femminile del nostro tempo. La "donna selvaggia" essendo una donna in pace con il suo animus (il maschile della donna) sarebbe riuscita a liberarsi e a far "sorgere" naturalmente la forza e l'impulso interiore e profondo della donna.
È solo dopo aver compreso il lato maschile che ogni donna possiede, dopo averlo accettato, e andando oltre (la donna lascia ad esempio una guerra intellettuale che ha condotto fin dall'infanzia) che diventa donna vera attraverso un processo di individuazione.
Clarissa Pinkola Estés indica ad ogni donna la strada, per scoprire se stessa e per scoprire in lei una strada che finalmente si propone di andare oltre. Invita alla scoperta di questa parte dell'essere femminile proprio di ogni donna ma questo invito non è solo una conoscenza intellettuale di più, sull'esistenza di un concetto o dei termini “donna selvaggia“, ma un ingresso ad un viaggio per prendere coscienza e sentire questa forza interiore e questo stato d'essere, che ogni donna può provare dopo un viaggio lungo e difficile.
Esse possono essere aiutate durante una psicoterapia con uno psicoterapeuta competente, avendone potuto fare esperienza con un approccio derivante dalla psicologia analitica. Questa riunione con il maschile si può fare anche se siamo stati feriti (anche da uno o più uomini):
Così ha aggiunto:

## Tratti caratteriali (generali) dell'Animus

### Introduzione alle caratteristiche generali
I testi di psicologia analitica consentono una "scoperta dell'anima“ cioè, permette un approccio e fornisce informazioni generali. Ad esempio, risponde alla domanda "qual è l'anima delle donne?". Ma questo approccio invita alla "scoperta della nostra anima (personale)".
Oltre ai testi che ci insegnano come sarebbe l'anima umana, questa psicologia ci invita a scoprire la nostra. Questo passaggio, molto più coraggioso della semplice lettura di testi sull'anima umana, è compiuto dall'analisi con cui a volte ci imbattiamo in quella parte di ombra (in termini di concetto) che è in noi stessi. Se entriamo in un vero processo di lavoro su noi stessi, allora possiamo entrare in uno sviluppo personale più sincero.
Contrariamente all'opinione (spesso dell'animus), il semplice approccio intellettuale (di lettura) dei tratti caratteriali dell'animus non costituisce un processo di individuazione o maturazione della donna. Tuttavia i testi junghiani ci danno le caratteristiche più presenti nell'animus della donna e possono far raggiungere a certe donne una sensibilizzazione di se stesse. L'animus è come "un'assemblea di padri", si comporta come "una somma di opinioni", piace "un creatore uomo in una donna".

### Le opinioni dell'animus

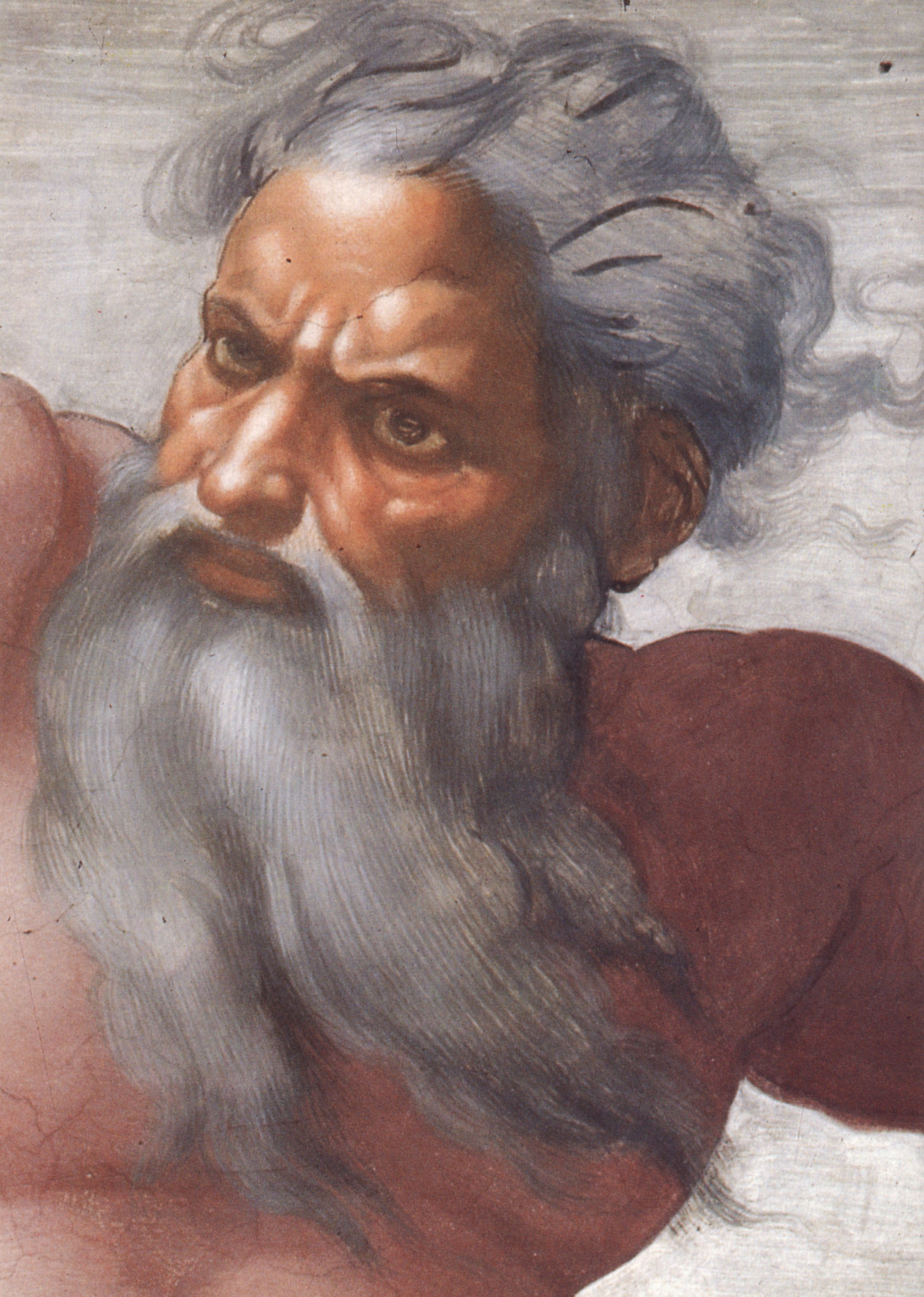

### Proiezioni dell'Animus
Infatti, non sarebbe sufficientemente caratterizzante l'animus nel vederlo solo come una via di coscienza collettiva conservatrice: l'animus è anche un innovatore che, al contrario delle sue opinioni codificate dall'uso, testimonia un'incredibile debolezza per le cose sconosciute e incomprensibili, per "parole grosse".»